# Спрут-8
«Спрут-8» (итал. La piovra 8 - Lo scandalo) — восьмой итальянский мини-сериал о мафии телеэпопеи «Спрут». Сериал является приквелом, его действие происходит в середине XX века, в нем повествуется о событиях, задолго предваряющих сюжет первого мини-сериала «Спрут». В сериале снимались некоторые актёры из предыдущих частей «Спрута», однако здесь они исполняли другие роли.

## Сюжет
Во второй половине 1950-х годов молодой барон Франческо Альтамура возвращается на Сицилию из Соединенных Штатов Америки, где он закончил учебу и женился на прекрасной молодой женщине Барбаре Гринберг, от которой у него родился сын Пол. Мечта барона Альтамуры — превратить свои засушливые земли в плодородные сельскохозяйственные угодья, способные дать работу и пропитание тысячам местных крестьян. Для этого он разработал огромного масштаба проект по ирригации. Но мафия, держащая Сицилию в ежовых рукавицах, не согласна остаться не у дел. Дон Калоджеро Альбанезе, главарь мафии и мэр города Третторри, требует от Альтамуры участия в проекте. Альтамура не соглашается. Дон Калоджеро находится в раздумьях, поскольку отец молодого барона — его старый друг, и он не хотел бы портить с ним отношения. В это время помощник дона Колоджеро, амбициозный и жестокий Пьетро Фавиньяна, берет дело в свои руки. Он похищает сына барона, Пола, и прячет его на ферме у своего батрака. Кормить и следить за Полом поручают другому мальчику — Тано Каридди, сыну этого батрака. Мальчики быстро становятся друзьями и затем дают клятву вечной дружбы. Пол учит неграмотного Тано читать.
Барон Альтамура находится в оцепенении, он не решается обратиться в полицию и не решается что-либо предпринять. В это время его отчаявшаяся жена, Барбара, обращается за помощью к американскому консулу, тот, в свою очередь, просит карабинеров тайно направить в город детектива для расследования похищения. Под видом министерского инспектора по трудоустройству в город приезжает лейтенант Карло Аркути и начинает расследование. Отец барона Альтамуры тоже начинает действовать, он просит своего старого друга, дона Калоджеро, вернуть внука. Дон Калоджеро уверяет, что не причастен к похищению Пола и что найдет и вернет мальчика в кратчайшие сроки. Дон Калоджеро быстро выясняет, кто стоит за похищением ребёнка, но как только он приходит на ферму к Пьетро Фавиньяне, чтобы разделаться с зарвавшимся помощником и освободить мальчика, люди дона Калоджеро предают его, и Фавиньяна убивает дона Калоджеро, заставив его, диабетика, выпить большую бутыль молока с сахаром. После этого Фавиньяна становится главарем мафии и вынуждает выйти за себя замуж дочь дона Калоджеро, Розарию, к которой он уже давно питал страсть, но которая не знает, кто убил ее отца.
В тайном расследовании Карло Аркути помогает местный священник, который подсказывает место содержания Пола Альтамуры, которое он узнал на исповеди. Аркути направляется на ферму. Узнав о приближении Аркути и догадываясь, что он полицейский, Фавиньяна отдает приказ убить мальчика. Пола спасает Тано, он также предупреждает Аркути о засаде. В ходе перестрелки погибает отец Тано, который перед смертью признается, что не является Тано родным отцом. Аркути удается сбежать от людей Фавиньяны вместе с Полом и спрятаться в пещере. Затем Аркути приводит Пола домой, где его со слезами встречают мать и отец. Прибывшие в город карабинеры арестовывают Фавиняьну со всей его бандой, но Тано не дает против Фавиняьны показания и просит Пола тоже этого не делать. В результате людей Фавиньяны скоро выпускают за недостаточностью улик, а сам Фавиньяна на время уезжает в Америку, где начинает заниматься крупномасштабной сделкой по торговле наркотиками.
Мать Пола, Барбара, чувствуя безмерную благодарность к Аркути, влюбляется в него и отдаляется от мужа, которого обвиняет в бездействии при похищении сына. Тано, заслуживший особую благодарность барона, просит отдать его учиться, на что барон с радостью соглашается и даже поселяет Тано в своем доме. Фавиньяна же, вначале придя в бешенство от предательства Тано, все же не стал преследовать мальчика. Скоро выясняется, что считая Тано исключительно умным и одаренным, Фавиньяна желает сделать его когда-нибудь главарем мафии вместо себя. У вернувшегося из Америки Фавиньяны от Розарии Альбанезе рождается дочь, Мария. Фавиньяна оказывает честь Тано, делая его крёстным отцом своей дочери.
Роман баронессы с Аркути развивается, и об их отношениях становится известно молодому барону. В это же время неприятности с финансированием, организованные Фавиньяной, ставят проект барона на грань крушения. Загнанный в угол и ожесточенный изменой жены, барон Альтамура приглашает Фавиньяну на встречу и соглашается на участие мафии в своем проекте, но с условием, что Фавиньяна убьет Аркути. С ужасом узнав о появлении в своем доме Фавиньяны, похитителя сына, баронесса соглашается дать против Фавиньяны показания от имени сына, которые обеспечат тому пожизненное заключение в тюрьме. Но Фавиньяна не желает сдаваться, через своего адвоката, Торриси, он передает баронессе, что в случае дачи показаний в суде он убьет Аркути. Он также сообщает ей о договоренности с бароном об убийстве Аркути. Желая спасти возлюбленного, Баронесса на суде отказывается от своих показаний. Адвокат Фавиньяны представляет всё так, будто Аркути вынудил баронессу дать ложные предварительное показания перед судом. Аркути с позором уезжает из города.
Простить мужу заказ убийства Аркути баронесса не в силах и подает на развод. Барон, узнав о намерении жены, устраивает так, чтобы опека над Полом досталась ему. Баронесса, уже собравшись в дорогу, узнает, что в случае отъезда лишится сына, и решает остаться, не в силах оставить ребенка с чудовищем, в которое превратился ее муж.
Тем временем Тано, желая узнать личность отца, начинает вспоминать события своего детства. Неожиданно для себя он вспоминает и осознаёт, что его мать, Мария, была проституткой, а Фавиньяна был ее сутенером, и что это Фавиньяна убил его мать, и что Фавиньяну мать назвала перед смертью отцом Тано. Желая отомстить, Тано открывает Розарии Альбанезе правду об убийстве ее отца, дона Калоджеро. Розария не в силах смириться с этим фактом, она решает убить Фавиньяну и убивает его. Тано возвращается к барону Альтамуре. Взамен того, что он спровоцировал смерть Фавиньяны, он просит у барона пожизненное содержание для Марии, дочери Розарии, а для себя возможность учиться в престижной заграничной школе.

## В ролях
- Рауль Бова — Карло Аркути
- Аня Клинг — баронесса Барбара Альтамура (Гринберг)
- Фабрицио Контри — барон Франческо Альтамура
- Лука Зингаретти — Пьетро Фавиньяна
- Миетта — Розария Альбанезе Фавиньяна
- Клаудио Гора — отец барона Альтамуры
- Ренато Мори — дон Калоджеро Альбанезе
- Примо Реджани — Гаэтано (Тано, Тануццо) Каридди
- Андреа Лорина — Пол Альтамура
- Рамона Бадеску — Мария Каридди, мать Тано
- Винченцо Пелусо — Саро Витари («Саруццо»)
- Тони Сперандео — Тури Монделло
- Адриано Кьярамида — Сальваторе Меле, приемный отец Тано
- Себастьяно Ло Монако — юрист Торриси
- Луиджи Мария Бурруано — юрист Пьетро Фавиньяны
- Жильберто Идонеа — советник Бьяджо Силла
- Марчелло Арноне — приспешник Фавиньяны
- Франко Каталано — приспешник Фавиньяны
- Патриция Конте — Элизабетта
- Джованни Эспозито — приспешник Фавиньяны
- Марио Гранато — приспешник Фавиньяны
- Паоло Македонио — приспешник Фавиньяны
- Татьяна Маджони — Джанна
- Энрико Манна — приспешник Фавиньяны
- Сальваторе Мортеллити — приспешник Фавиньяны
- Маурицио Николози — приспешник Фавиньяны
- Яри Гульюччи — приспешник Фавиньяны
- Роберто Нобиле — начальник полиции
- Аллан Кейстер Пирс — Джек
- Джованни Паллавичино — полицейский
- Алессандро Груттадаурия — Нино
- Клаудия Фиорентини — Тереза Монделло

| Мини-сериал                                    | 1    | 2    | 3    | 4    | 5    | 6    | 7    | 8    | 9    | 10   |
| ---------------------------------------------- | ---- | ---- | ---- | ---- | ---- | ---- | ---- | ---- | ---- | ---- |
| Год выхода                                     | 1984 | 1986 | 1987 | 1989 | 1990 | 1992 | 1995 | 1997 | 1998 | 2001 |
| Серий                                          | 6    | 6    | 7    | 6    | 5    | 6    | 6    | 2    | 2    | 2    |
| Всего минут                                    | 384  | 384  | 430  | 600  | 522  | 600  | 627  | 220  | 220  | 200  |
| режиссёр Дамиано Дамиани                       | +    |      |      |      |      |      |      |      |      |      |
| режиссёр Флорестано Ванчини                    |      | +    |      |      |      |      |      |      |      |      |
| режиссёр Луиджи Перелли                        |      |      | +    | +    | +    | +    | +    |      |      | +    |
| режиссёр Джакомо Баттиато                      |      |      |      |      |      |      |      | +    | +    |      |
| Микеле Плачидо / Коррадо Каттани               | +    | +    | +    | +    |      |      |      |      |      |      |
| Патрисия Милларде / Сильвия Конти              |      |      |      | +    | +    | +    | +    |      |      | +    |
| Витторио Меццоджорно / Давиде Ликата           |      |      |      |      | +    | +    |      |      |      |      |
| Рауль Бова / Джанни Бреда / Карло Аркути       |      |      |      |      |      |      | +    | +    | +    |      |
| Ремо Джироне / Тано Каридди                    |      |      | +    | +    | +    | +    | +    |      |      | +    |
| Брюно Кремер / Антонио Эспиноза                |      |      |      | +    | +    | +    |      |      |      |      |
| Николь Жаме / Эльза (Эльзе) Каттани            | +    | +    |      |      |      |      |      |      |      |      |
| Каридди Нардулли / Паола Каттани               | +    | +    |      |      |      |      |      |      |      |      |
| Франсуа Перье / адвокат Терразини              | +    | +    | +    |      |      |      |      |      |      |      |
| Флоринда Болкан / Ольга Камастра               | +    | +    |      |      |      |      | +    |      |      |      |
| Ренато Мори / Джузеппе Альтеро / дон Альбанезе | +    | +    |      |      |      |      |      |      | +    |      |
| Ана Торрент / Мария Каридди                    |      |      |      |      | +    | +    |      |      |      |      |